# パスカル・シアカム
パスカル・シアカム（Pascal Siakam, 1994年4月2日 - ）は、カメルーンのリトラル州ドゥアラ出身のプロバスケットボール選手。NBAのインディアナ・ペイサーズに所属している。ポジションはパワーフォワード。SpicyP、PSkillのニックネームをもつ。

## 経歴

### 生い立ち
1994年にドゥアラで4人兄弟の末子として生まれる。11歳の時から、将来、牧師か宣教師になるためにセントアンドリュース神学校に通い始める。2009年にNBAとFIBAが共同で毎年夏に世界中で開催する "国境なきバスケットボール"（バスケットボール・ウィズアウト・ボーダーズ）がカメルーンで開催された際に、開催都市に住む姉に会うついでに参加。この時、シアカムはサッカーに熱中しており、バスケットボールの経験は全くといっていいほどなかった。このバスケットボールキャンプには、後のトロント・ラプターズ社長のマサイ・ウジリもコーチ陣として参加しており、シアカムの圧倒的な運動能力とエネルギーに強い関心を持った。NBA選手のルック・バ・ア・ムーティと対面したことに感激したシアカムは、翌年、NBA選手を目指す為に渡米し、テキサス州ルイスビルのゴッズ・アカデミー高校に進学。大学はニューメキシコ州立大学に進学したものの、2年生時の2014年10月、父が母国で交通事故で他界するという悲劇に遭遇してしまう。亡き父の為に奮起を誓ったシアカムは、2014-15シーズンから公式戦に出場し、同シーズンのWACのフレッシュマン賞を受賞。翌2015-16シーズンは、平均20.2得点、11.6リバウンド、2.2ブロックショットを記録し、WACの年間最優秀選手に選出された。シアカムは2016年4月に2016年のNBAドラフトにアーリーエントリーを表明。

### トロント・ラプターズ

#### 2016-17シーズン
2016年6月23日に行われた2016年のNBAドラフトにて全体27位でトロント・ラプターズから指名された。同年7月9日にルーキースケール契約を結んだ。ルーキーシーズンとなった2016-17シーズン開幕戦のデトロイト・ピストンズ戦で、シアカムは先発PFを予定していたジャレッド・サリンジャーが、右足の負傷で欠場した関係で先発で起用され、4得点、9リバウンドを記録しチームの勝利に貢献した。

#### 2017-18シーズン
2年目の2017-18シーズンではBench-mobsと呼ばれたラプターズのベンチメンバーとともにチームをイースタン・カンファレンス1位へと押し上げ、またリーグ内の2ndチームの得点効率で1位についた。

#### 2018-19シーズン

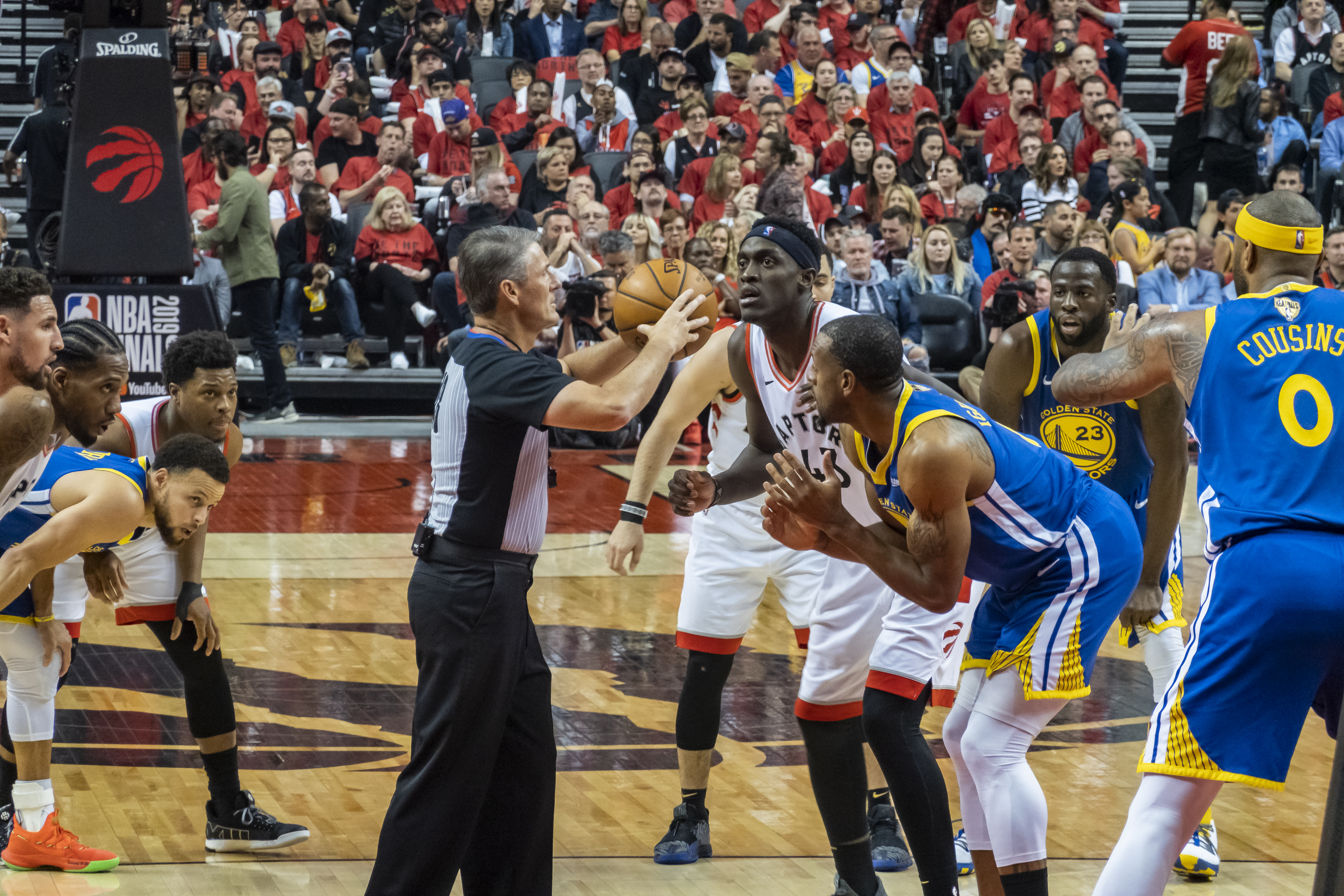
2019年NBAファイナルの第2戦にてジャンプボールを待機するシアカム（奥）とアンドレ・イグダーラ（手前）

2018-19シーズンは先発での出場が増え、1試合平均16.9得点、6.9リバウンド、3.1アシストを記録。またシュートセレクトなど改善し、3ポイントシュート成功率を14%増やして36%と大幅に上がった。2018年11月5日から11日にかけて行われた試合でイースタン・カンファレンス週間MVPに選ばれ、デマー・デローザン（10回）、ヴィンス・カーター（7回）、クリス・ボッシュ（7回）、カイル・ロウリー（4回）、マイク・ジェームス、ジェイレン・ローズ、ルー・ウィリアムズに続いて、ラプターズのフランチャイズ史上8人目となった。2019年1月13日、シアカムはワシントン・ウィザーズ戦にて、24得点、キャリアハイの19リバウンドを記録し、140-138のダブルオーバータイムの末勝利した。同年2月13日のウィザーズ戦にて、キャリアハイの44得点を記録し129-120で勝利した。また、フランチャイズ史上11人目の40得点以上の記録者となった 。
プレーオフ第1回戦のオーランド・マジックのゲーム3にてシアカムは、30得点、11リバウンドを記録し、チームは98-93で勝利した。第2回戦のフィラデルフィア・76ersのゲーム1では、29得点を記録し、108-95で勝利した。イースタン・カンファレンスファイナルのミルウォーキー・バックス戦のゲーム3では、25得点、11リバウンドを記録し、チームはダブルオーバータイムまで縺れ込んだが118-112で勝利に貢献した、。カンファレンスファイナルは4-2でシリーズを締めくくり、ラプターズはフランチャイズ史上初のNBAファイナルへ到達した。ファイナルの相手はゴールデンステート・ウォリアーズとなり、ゲーム1ではプレーオフキャリアで最高の32得点を記録し、118-109で勝利した。その後ラプターズは6試合でウォリアーズに4-2で勝利し、フランチャイズ史上初のNBAチャンピオンを獲得した。シーズン終了後、シアカムは2018-19シーズンにおいて最も成長した選手に贈られるNBA最成長選手賞（略称：MIP）を受賞した。2019年10月19日、シアカムはラプターズと4年1億3000万ドルの契約延長に合意した。

#### 2019-20シーズン
2020年1月23日、キャリア初のオールスターゲームに選出し、スターターに選ばれた。 2020年9月16日、オールNBAセカンドチームに選ばれた。

#### 2020-21シーズン
2021年1月6日のフェニックス・サンズ戦にて、123-115で敗北はしたもののシーズンハイの32得点を記録した。1月8日のサクラメント・キングス戦では17得点、9リバウンド、キャリア最高の12アシストを記録し、チームは144-123で勝利した。

### インディアナ・ペイサーズ
2024年1月17日にブルース・ブラウン、カイラ・ルイス・ジュニア、ジョーダン・ウォーラ、3つのドラフト1巡目指名権とのトレードで、インディアナ・ペイサーズへ移籍した。2024-25シーズン、プレイオフカンファレンスファイナルのニューヨーク・ニックス戦では1試合平均、24.8得点、5.0リバウンド、3.5アシスト、フィールドゴール成功率52.4%を記録してチームをファイナルに導き、カンファレンスMVPに選出された。

## 家族
兄が3人おり、いずれも大学バスケの選手だった。その内、3番目の兄・ジェームズはヴァンダービルト大卒業後の2015年に、岩手ビッグブルズ（当時bjリーグ）との基本契約を結んだ。しかし、政治的要因により、早期のパスポート取得が困難だったため、正式契約には至らなかった。宣教師の道を選ぶか、NBA選手を目指すかで迷ったように敬虔なクリスチャンである。2024-2025年NBAファイナル期間中も、「自分がどこから来たかを考えると、ここにいること自体が尋常ではない。ある意味、僕は既に全てを成し遂げている。僕がここにいることを予期していたのは、神と亡くなった父だけだ。僕はただ神を信じて毎日練習し、チームのために全力を尽くす。その姿を父が見守り、僕の成し遂げたことを誇りに思ってくれる。僕のような出自の人間がこの場にいる自体があり得ないことだ。だから僕は自分が本当に恵まれていると思う」と述べている。

## 個人成績

### NBA

#### レギュラーシーズン
| シーズン     | チーム       | GP  | GS  | MPG   | FG%  | 3P%  | FT%  | RPG | APG | SPG | BPG | PPG  |
| ------------ | ------------ | --- | --- | ----- | ---- | ---- | ---- | --- | --- | --- | --- | ---- |
| 2016–17      | TOR          | 55  | 38  | 15.6  | .502 | .143 | .688 | 3.4 | .3  | .5  | .8  | 4.2  |
| 2017–18      | TOR          | 81  | 5   | 20.7  | .508 | .220 | .621 | 4.5 | 2.0 | .8  | .5  | 7.3  |
| 2018–19      | TOR          | 80  | 79  | 31.9  | .549 | .369 | .785 | 6.9 | 3.1 | .9  | .7  | 16.9 |
| 2019–20      | TOR          | 60  | 60  | 35.2  | .453 | .359 | .792 | 7.3 | 3.5 | 1.0 | .9  | 22.9 |
| 2020–21      | TOR          | 56  | 56  | 35.8  | .455 | .297 | .827 | 7.2 | 4.5 | 1.1 | .7  | 21.4 |
| 2021–22      | TOR          | 68  | 68  | 37.9* | .494 | .344 | .749 | 8.5 | 5.3 | 1.3 | .6  | 22.8 |
| 2022–23      | TOR          | 71  | 71  | 37.4* | .480 | .324 | .774 | 7.8 | 5.8 | .9  | .5  | 24.2 |
| 2023–24      | TOR          | 39  | 39  | 34.7  | .522 | .317 | .758 | 6.3 | 4.9 | .8  | .3  | 22.2 |
| 2023–24      | IND          | 41  | 41  | 31.8  | .549 | .386 | .699 | 7.8 | 3.7 | .8  | .4  | 21.3 |
| 2024–25      | IND          | 78  | 78  | 32.7  | .519 | .389 | .734 | 6.9 | 3.4 | .9  | .5  | 20.2 |
| 通算         | 通算         | 629 | 535 | 31.2  | .499 | .339 | .763 | 6.7 | 3.6 | .9  | .6  | 18.0 |
| オールスター | オールスター | 3   | 2   | 14.0  | .750 | .000 | .500 | 5.0 | 2.0 | 1.0 | .0  | 10.3 |

#### プレーオフ
| シーズン | チーム | GP | GS | MPG  | FG%  | 3P%  | FT%  | RPG | APG | SPG | BPG | PPG  |
| -------- | ------ | -- | -- | ---- | ---- | ---- | ---- | --- | --- | --- | --- | ---- |
| 2017     | TOR    | 2  | 0  | 5.0  | .000 | ---  | ---  | 1.5 | .5  | .5  | .0  | .0   |
| 2018     | TOR    | 10 | 0  | 17.9 | .610 | .750 | .650 | 3.6 | .8  | .1  | .6  | 6.6  |
| 2019     | TOR    | 24 | 24 | 37.1 | .470 | .279 | .759 | 7.1 | 2.8 | 1.0 | .7  | 19.0 |
| 2020     | TOR    | 11 | 11 | 38.0 | .396 | .189 | .717 | 7.5 | 3.8 | 1.1 | .4  | 17.0 |
| 2022     | TOR    | 6  | 6  | 43.3 | .477 | .235 | .861 | 7.2 | 5.8 | 1.2 | 1.0 | 22.8 |
| 2024     | IND    | 17 | 17 | 35.4 | .541 | .298 | .619 | 7.5 | 3.8 | .8  | .4  | 21.6 |
| 2025     | IND    | 23 | 23 | 33.5 | .513 | .427 | .713 | 6.3 | 3.4 | 1.2 | .7  | 20.5 |
| 通算     | 通算   | 93 | 81 | 33.7 | .490 | .309 | .719 | 6.6 | 3.2 | .9  | .6  | 18.1 |

### カレッジ
| シーズン | チーム                  | GP | GS | MPG  | FG%  | 3P%  | FT%  | RPG  | APG | SPG | BPG | PPG  |
| -------- | ----------------------- | -- | -- | ---- | ---- | ---- | ---- | ---- | --- | --- | --- | ---- |
| 2014–15  | ニューメキシコ ステート | 34 | 27 | 30.8 | .572 | .000 | .759 | 7.7  | 1.3 | .8  | 1.8 | 12.8 |
| 2015–16  | ニューメキシコ ステート | 34 | 34 | 34.6 | .539 | .200 | .678 | 11.6 | 1.7 | 1.0 | 2.2 | 20.3 |
| 通算     | 通算                    | 68 | 61 | 32.7 | .551 | .176 | .711 | 9.7  | 1.5 | .9  | 2.0 | 16.6 |